# Munasa
Munasa ist eine Stadt im Distrikt Bagh, Azad Kaschmir, Pakistan. Es befindet sich am Ufer des Jhelam. Munasa liegt auf dem Weg von Kohala zu Bagh und liegt östlich des Flusses Jhelam; es befindet sich in einem Gebiet, das im Jahre 2005 von einem Erdbeben betroffen war.
Haji Muhammad Aziz Khan und Sarfraz Abbasi sind berühmte Persönlichkeiten von Munasa in Bezug auf ihren Beitrag zur Entwicklung und zum Wohlergehen der Munasivies. Beide sind politische Rivalen und berühmte politische Persönlichkeiten der muslimischen Konferenzteilnehmer unter der Leitung von Sardar Ahmad Khan Attique.